# Punk Goes X
Punk Goes X is het elfde album uit de Punk Goes... serie uitgegeven door Fearless Records. Het album bevat covers van nummers die gespeeld werden op de Winter X Games van 2011. De nummers worden gespeeld door post-hardcore-, metalcore- en poppunkbands. Het album is uitgegeven op 25 januari 2011.

## Nummers
1. "Over the Mountain" (Ozzy Osbourne) - The Word Alive
2. "Mountain Song" (Jane's Addiction - Sparks the Rescue
3. "Down" (Jay Sean) - Breathe Carolina
4. "Pour Some Sugar on Me" (Def Leppard) - The Maine
5. "Paper Planes" (M.I.A.) - This Century
6. "More Than a Feeling" (Boston) - Hit the Lights
7. "Run This Town" (Jay-Z) - Miss May I
8. "Caught Up in You" (.38 Special) - We the Kings
9. "Heartless" (Kanye West) - The Word Alive
10. "Take Me Home Tonight" (Eddie Money) - Every Avenue
11. "Hot n Cold" (Katy Perry) - Woe, Is Me

Punk Goes Metal ·
Punk Goes Pop ·
Punk Goes Acoustic ·
Punk Goes 80's ·
Punk Goes 90's ·
Punk Goes Acoustic 2 ·
Punk Goes Crunk ·
Punk Goes Pop Volume Two ·
Punk Goes Classic Rock ·
Punk Goes Pop Volume 03. ·
Punk Goes X ·
Punk Goes Pop Volume 4 ·
Punk Goes Pop Volume 5 ·
Punk Goes Christmas ·
Punk Goes 90s Vol. 2 ·
Punk Goes Pop Vol. 6 ·
Punk Goes Pop Vol. 7